# 14501 Тецуокодзіма
14501 Тецуокодзіма (14501 Tetsuokojima) — астероїд головного поясу, відкритий 29 листопада 1995 року.
Тіссеранів параметр щодо Юпітера — 3,642.
Названо на честь Тецуо Кодзіми (яп. てつお・こじま(小島鉄男) тецуо кодзіма).